# 巴金
巴金（はきん、拼音: Bā Jīn、バ・ジン、1904年11月25日 - 2005年10月17日）は、中華人民共和国の小説家、翻訳家、エッセイスト。本名は李尭棠(り ようどう)、字は芾甘(ふつかん)。巴金はペンネームである。ペンネームの由来は、自殺した友人・巴恩波とクロポトキン（中国語：克魯泡特金）からとったもの。

## 人物
四川省成都市の代々官吏を務める名家の三男として生まれる。
1919年、五・四運動に参加し、パクーニンやクロポトキンらのアナーキズムの影響を受けた。
1923年4月、次兄と共に上海に出て中学に入学したが、同年12月南京の東南大学附属中学校に転学する。
1925年同中学校を卒業後、北京大学入学を目指すが健康上の理由で実現しなかった。1927年フランスに留学する。1929年、フランスから帰国し、作家としての活動を始める。1934年、来日のさいには、横浜高商の武田武雄宅に滞在し、武田一家との交流は小説やエッセイに残している。
代表作に、長編小説『寒い夜』『火』など。特に長編小説『激流三部曲－家・春・秋』『愛情三部曲－霧・雨・電』は文学的評価が高く、巴金の中国文壇での地位を不動のものにした。
文化大革命で失脚するが、1978年末から1986年にかけて「随想録」全150篇を自分の「遺言」として執筆し、その中で文化大革命を起こした中国の社会・思想状況や自らの思想的弱点を深く内省した。
1981年には「現代文学館」の設立を提唱し、それは1985年に国立の「中国現代文学館」として北京で開設された。1986年には「“文革”博物館」の建設も提唱した。

## 略年譜
- 1927年、フランスで学ぶ。
- 1929年、帰国。
- 1931年、『家』を発表。
- 1957年、文学誌『収穫』を創刊。
- 1977年、中国作家協会主席に就任。
- 1990年、日本国福岡市　福岡アジア文化賞創設特別賞を受賞。
- 2003年、中国国務院から『人民作家』の称号を受ける。

## 著書（邦訳）
- 『新生』飯村聯東訳　現代支那文学全集 第6巻 東成社 1940
- 『滅亡 他一篇』山県初男訳 興亜書局 1940   
  - 『滅亡』飯塚朗訳 雲井書店 1951
- 『家 長篇小説』服部隆造訳 青年書房 1941
  - 『家』飯塚朗訳 鎌倉文庫 1948　のち岩波文庫
- 『雪』嶌静子訳 大雅堂 1949
- 『寒夜』岡崎俊夫,嶌静子共訳 筑摩書房 1952,
  - 『寒い夜』(立間祥介訳)「世界文学全集 33 (魯迅,老舎,巴金) 』集英社 1974　岩波文庫、2016
  - 『寒夜』村岡圭子訳 北書房 1982
- 『憩園 小説』岡崎俊夫訳 岩波新書 1953
  - 『憩園』(奥平卓訳)「現代中国文学 4 (老舎・巴金)」河出書房新社 1970
- 『ワルシャワの平和祭』黎波訳 創元社 1953
- 『巴金回憶集』池田武雄編訳 秋山書店 1978
- 『随想録』石上韶訳 筑摩書房 1982
- 『探索集』石上韶訳 筑摩書房 1983
- 『真話集』石上韶訳 筑摩書房 1984
- 『病中集』石上韶訳 筑摩書房 1985
- 『無題集』石上韶訳 筑摩書房 1988
- 「憩園・寒い夜」立間祥介訳『集英社ギャラリー「世界の文学」 20 (中国・アジア・アフリカ)』集英社 1991
- 『リラの花散る頃 巴金短篇集』山口守訳 JICC出版局 発見と冒険の中国文学　1991
- 『巴金写作生涯 Bajin作品に見る生涯』大林しげる,北林雅枝共訳 文芸東北新社 1999